# Gyurgyan
Gyurgyan (ryska: Гюргян, azerbajdzjanska: Gürgən) är en ort i Azerbajdzjan.   Den ligger i distriktet Baku, i den östra delen av landet, 40 km öster om huvudstaden Baku. Antalet invånare är 712.
Terrängen runt Gyurgyan är platt, och sluttar österut. Närmaste större samhälle är Zyrya, 5,1 km sydväst om Gyurgyan. 
Trakten runt Gyurgyan består i huvudsak av gräsmarker.